# Witbrauwmiervogel
De witbrauwmiervogel (Drymophila ferruginea) is een zangvogel uit de familie Thamnophilidae (miervogels).

## Kenmerken
De witbrauwmiervogel bereikt een lichaamslengte van 13 centimeter en een gemiddeld gewicht van 10 gram. De onderzijde van het lichaam is roestbruin tot oranje. De staart is zwart van kleur. De vleugels zijn bruin tot zwart met een witte band. Verder heeft deze vogel een zwarte kruin, rode ogen en een witte wenkbrauwstreep (supercilium). In vergelijking met veel andere miervogels vertoont de witbrauwmiervogel minder uitgesproken seksueel dimorfisme: vrouwtjes zijn iets lichter van kleur en iets sterker gestreept.

## Verspreiding en leefgebied
Deze vogel is endemisch in Brazilië en komt voor van het zuidoosten van Bahia via Espírito Santo, Minas Gerais, Rio de Janeiro en São Paulo tot het noorden van Santa Catarina. De natuurlijke habitats zijn subtropische of tropische vochtige laagland bossen en subtropische of tropische vochtige bergbossen op een hoogte van 900 tot 1600 meter boven zeeniveau in het bioom Atlantisch Woud.

## Status
De grootte van de populatie is niet gekwantificeerd, maar is stabiel. Om deze redenen staat de witbrauwmiervogel als niet bedreigd op de Rode Lijst van de IUCN.